# INSPIRE (浜崎あゆみの曲)
「INSPIRE」（インスパイア）は、日本の歌手・浜崎あゆみの33rdシングル。2004年7月28日にavex traxより発売。

## 解説
前作「Moments」より約4か月振りのリリースとなる。「CDのみ」、「CD+DVD」の2形態で発売。
初登場1位、売上32.9万枚。
当時プロモーションビデオ制作費に1億円をかけたことでも話題となった。
CCCD仕様での発売は本作が最後となった。
2004年の日本レコード大賞ではこの楽曲が大賞候補と言われていたが本年に発生したエイベックスのお家騒動で大賞候補からは除外された。

## 収録曲
全曲作詞：ayumi hamasaki

### CD
1. INSPIRE "Original Mix" [4:31]  
作曲：Tetsuya Yukumi / 編曲：HΛL
ニューヨーク・グッゲンハイム美術館展 イメージソング
avex audition 2004テーマソング
2. GAME "Original Mix" [4:10]  
作曲：BOUNCEBACK / 編曲：HΛL
Panasonic MDステレオシステム「PM700MD」CMソング
3. INSPIRE "-Instrumental-" [4:31]
4. GAME "-Instrumental-" [4:11]

### DVD
1. INSPIRE (video clip)
2. GAME (video clip)

## 収録アルバム
- INSPIRE
  - 『MY STORY』
  - 『A BEST 2 -WHITE-』
  - 『A COMPLETE 〜ALL SINGLES〜』
  - 『A SUMMER BEST』
- GAME
  - 『MY STORY』
  - 『A BEST 2 -BLACK-』

## 収録ライブ映像
- INSPIRE
  - 『a-nation'04 BEST HIT SUMMER LIVE!!』
    - 『A SUMMER BEST』

  - 『ayumi hamasaki COUNTDOWN LIVE 2004-2005 A』
  - 『ayumi hamasaki ARENA TOUR 2005 A 〜MY STORY〜』
    - 『A 50 SINGLES 〜LIVE SELECTION〜』
    - 『ayumi hamasaki BEST LIVE BOX A』(A SUMMER BEST (Disc.N) TRACK LIST LIVE)

  - 『ayumi hamasaki COUNTDOWN LIVE 2009-2010 A 〜Future Classics〜』
  - 『ayumi hamasaki Rock'n'Roll Circus Tour FINAL 〜7days Special〜』
    - 『ayumi hamasaki BEST LIVE BOX A』(A BEST 2 -WHITE- TRACK LIST LIVE)

  - 『ayumi hamasaki ARENA TOUR 2016 A 〜M(A)DE IN JAPAN〜』
- GAME
  - 『ayumi hamasaki ARENA TOUR 2005 A 〜MY STORY〜』
  - 『a-nation'04』(A COMPLETE 〜ALL SINGLES〜)
  - 『ayumi hamasaki COUNTDOWN LIVE 2014-2015 A Cirque de Minuit 〜真夜中のサーカス〜』
  - 『ayumi hamasaki ARENA TOUR 2015 A Cirque de Minuit 〜真夜中のサーカス〜 The FINAL』
    - 『ayumi hamasaki BEST LIVE BOX A』(A BEST 2 -BLACK- TRACK LIST LIVE)

  - 『ayumi hamasaki 25th Anniversary LIVE』